# Maria C. P. Huls
Maria C. P. Huls (* 18. Februar 1950 in Heteren, heute Gemeinde Overbetuwe, Niederlande) ist eine Bildhauerin der Konkreten Kunst.

## Leben
Maria C. P. Huls studierte von 1971 bis 1973 an der Akademie voor beeldende kunsten in Arnhem (Niederlande). Seit 1982 ist sie als selbständige Bildhauerin tätig. Nach Arbeitsaufenthalten in Frankreich und Italien und einem Atelier in den Niederlanden zog sie 1988 nach Nordfriesland, um dort zu arbeiten. Seit 2002 ist Maria C. P. Huls mit einem Atelier in Osnabrück ansässig. 
Seit 1982 hatte sie zahlreiche Ausstellungen im In- und Ausland. Zu den Ausstellungsorten zählten bspw. das Landesmuseum für Kunst und Kulturgeschichte in Oldenburg (2002), die Kunsthalle des Landesverbandes der Galerien in Hessen und Rheinland-Pfalz in Frankfurt am Main (2004) und die St. Joseph Galerie in Leeuwarden (NL, 2005). Werke von Maria C. P. Huls befinden sich im öffentlichen Raum und in Privatsammlungen im In- und Ausland.